# Das Geheimnis der Santa Maria
Das Geheimnis der Santa Maria ist ein deutsches Stummfilmdrama aus dem Jahre 1921 von Lothar Mendes, der hiermit sein Filmregie-Debüt gab. Die Hauptrolle spielte der Sänger Michael Bohnen, der auch als Produzent in Erscheinung trat. 

## Handlung
Ein reicher Kaufherr, Großreeder Ellington, entsendet sein Segelschiff, die Brigg „Santa Maria“, mit einer Ladung Diamanten an Bord. Erwartungsgemäß gibt es angesichts dieser wertvollen Fracht eine Menge Begehrlichkeiten finsterer Gestalten. Die Ladung wird geraubt, und die Brigg auf hoher See ohne Mannschaft aufgefunden. Rasch fällt der Verdacht auf den Kapitän der Santa Maria, was dessen Sohn John Holl aber nicht auf sich sitzen lassen will, zumal er der Verlobte der Reeders-Tochter ist. Der junge Mann macht sich an die Arbeit, das Geheimnis des famosen Diamantenraubes zu lüften und den Namen des Vaters wieder reinzuwaschen. Dies gelingt ihm nach tatkräftigem Einsatz seines Verstandes und seiner Muskelkraft. Damit erhält er von Ellington auch dessen Einwilligung zur Eheschließung mit dessen Tochter.

## Produktionsnotizen
Der Film, der unter dem Arbeitstitel Santa Maria, das Geheimnis einer Brigg in Produktion ging, passierte am 9. September 1921 die Filmzensur. Der Fünfakter besaß eine Länge von 2039 Metern und wurde mit Jugendverbot belegt. Die Uraufführung war am 4. November 1921.
Julian Ballenstedt schuf die Filmbauten.

## Kritiken
Wiens Das Kino-Journal schrieb: „Ein Stoff, der der Phantasie ungezügelten Ritt ins Land der kühnsten Erfindung gestattet und das Interesse des Publikums in den Bann dieser Erlebnisse zieht.“
In Der Filmbote ist zu lesen: „Die Hauptrolle in dem ausgezeichnet dargestellten Film spielt Michael Bohnen, der eine prachtvolle Figur hinstellt. Schon der Leistung Bohnens wegen ist dieser Film eine besondere Sehenswürdigkeit.“